# Spoorlijn 60
Spoorlijn 60 is een Belgische spoorlijn die de steden Brussel en Dendermonde met elkaar verbindt. De spoorlijn begint eigenlijk aan het station Jette in het noorden van Brussel en eindigt ruim 27 km verder in het station Dendermonde.
Op 18 mei 1879 werd het baanvak Asse - Dendermonde geopend voor exploitatie door de Belgische Staat. Op 15 november 1881 werd het baanvak Jette - Asse geopend en werd de hele spoorlijn op dubbelspoor gebracht.
Op 17 mei 1981 reed de eerste elektrische trein onder 3 kV over de spoorlijn. De maximumsnelheid bedraagt 120 km/u.

## Treindiensten
De NMBS verzorgt het personenvervoer.
| Serie | Treinsoort       | Route                                                                                         | Bijzonderheden |
| ----- | ---------------- | --------------------------------------------------------------------------------------------- | --- |
| IC 20 | Intercity (NMBS) | Gent-Sint-Pieters – Aalst – Brussel-Zuid – [ Hasselt – Tongeren ] / [ Dendermonde – Lokeren ] | Rijdt in het weekend Gent-Sint-Pieters - Lokeren. |
| IC 26 | Intercity (NMBS) | Kortrijk – Doornik – Brussel-Zuid – Sint-Niklaas                                              | Rijdt alleen op werkdagen, laatste rit stopt bijkomend in elk station tussen Jette en Dendermonde.                                                            |
| S 3   | GEN (NMBS)       | [ Denderleeuw – ] Geraardsbergen – Brussel-Zuid – [ Dendermonde ] / [ Schaarbeek ]            | Rijdt tijdens de spits vanaf/naar Denderleeuw. Tijdens de spits extra ritten Geraardsbergen-Schaarbeek. Rijdt tijdens het weekend Denderleeuw-Brusssel-Noord. |
| S 10  | GEN (NMBS)       | Dendermonde – Brussel-West – Brussel-Zuid – Aalst                                             | Tijdens de spits extra ritten Aalst-Brussel-Zuid |

## Aansluitingen
In de volgende plaatsen is of was er een aansluiting op de volgende spoorlijnen:
Y Jette
Spoorlijn 50 tussen Brussel-Noord en Gent-Sint-Pieters
Opwijk
Spoorlijn 61 tussen Kontich / Mortsel en Aalst (opgebroken)
Dendermonde
Spoorlijn 52 Dendermonde - Puurs - Antwerpen-Zuid
Spoorlijn 53 tussen Schellebelle en Leuven
Spoorlijn 57 tussen Aalst en Lokeren